# مفوضية الرقابة النووية
مفوضية الرقابة النووية هي هيئة إدارية تابعة للمجلس الوزاري الياباني، تأسست في 19 سبتمبر 2012 لضمان السلامة النووية في اليابان. رئيسها الأول هو شينوتشي تاناكا. وهي تتبع وزارة البيئة.
في 16 يوليو 2014 وافقت المفوضية على إعادة تشغيل محطتين نوويتين يحققان المعايير الجديدة للسلامة التي وُضعت بعد وقوع كارثة فوكوشيما.